# تیم ملی فوتبال سیشل
تیم ملی فوتبال سیشل نماینده کشور سیشل در مسابقات بین‌المللی و آفریقایی است که زیر نظر فدراسیون فوتبال سیشل فعالیت می‌کند.
اولین بازی رسمی این تیم در تاریخ ۱۳ فوریه ۱۹۷۴ میلادی در برابر تیم ملی فوتبال رئونیون برگزار شده است.